# New York Film Critics Circle Award/Beste Regie
Die Filmkritikervereinigung New York Film Critics Circle vergibt seit 1935 einen Preis für die Beste Regie (Best Director).

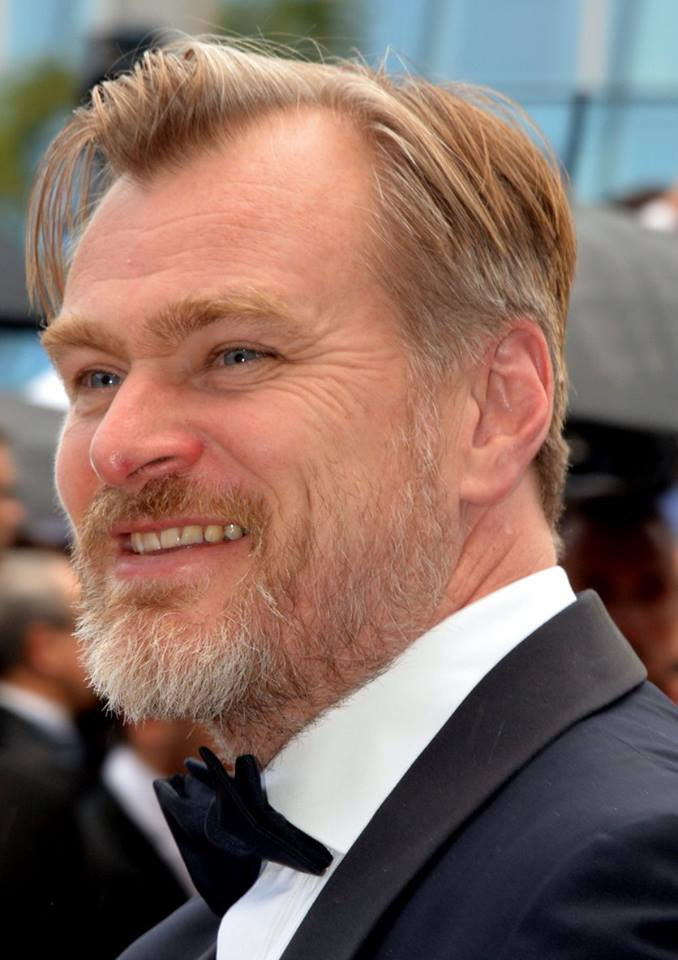
Preisträger 2023: Christopher Nolan (Oppenheimer)

## Hintergrund
Am erfolgreichsten in dieser Kategorie waren die US-amerikanischen Filmemacher John Ford und Fred Zinnemann, die den Preis je viermal gewinnen konnte. 27 Mal gelang es der Filmkritikervereinigung vorab den Oscar-Gewinner zu präsentieren. 1993, 2003, 2009 und 2020 wurden mit der Neuseeländerin Jane Campion (Das Piano), den US-Amerikanerinnen Sofia Coppola (Lost in Translation) und Kathryn Bigelow (Tödliches Kommando – The Hurt Locker und Zero Dark Thirty) sowie der Chinesin Chloé Zhao (Nomadland) weibliche Filmemacherinnen ausgezeichnet.

## Preisträger
Die Jahreszahlen der Tabelle nennen die bewerteten Filmjahre, die Preisverleihungen fanden jeweils im Folgejahr statt.
| Jahr | Preisträger*in            | Originaltitel                                                        | Deutscher Titel                                       |
| ---- | ------------------------- | -------------------------------------------------------------------- | ----------------------------------------------------- |
| 1935 | John Ford*                | The Informer                                                         | Der Verräter                                          |
| 1936 | Rouben Mamoulian          | The Gay Desperado                                                    | k. A.                                                 |
| 1937 | Gregory La Cava           | Stage Door                                                           | Bühneneingang                                         |
| 1938 | Alfred Hitchcock          | The Lady Vanishes                                                    | Eine Dame verschwindet                                |
| 1939 | John Ford                 | Stagecoach                                                           | Ringo                                                 |
| 1940 | John Ford*                | The Grapes of Wrath*                                                 | Früchte des Zorns                                     |
| 1940 | John Ford*                | The Long Voyage Home                                                 | Der lange Weg nach Cardiff                            |
| 1941 | John Ford*                | How Green Was My Valley                                              | Schlagende Wetter                                     |
| 1942 | John Farrow               | Wake Island                                                          | k. A.                                                 |
| 1943 | George Stevens            | The More the Merrier                                                 | Immer mehr, immer fröhlicher                          |
| 1944 | Leo McCarey*              | Going My Way                                                         | Der Weg zum Glück                                     |
| 1945 | Billy Wilder*             | The Lost Weekend                                                     | Das verlorene Wochenende                              |
| 1946 | William Wyler*            | The Best Years of Our Lives                                          | Die besten Jahre unseres Lebens                       |
| 1947 | Elia Kazan*               | Boomerang! Gentleman’s Agreement                                     | Bumerang Tabu der Gerechten                           |
| 1948 | John Huston*              | The Treasure of Sierra Madre                                         | Der Schatz der Sierra Madre                           |
| 1949 | Carol Reed                | The Fallen Idol                                                      | Kleines Herz in Not                                   |
| 1950 | Joseph L. Mankiewicz      | All about Eve                                                        | Alles über Eva                                        |
| 1951 | Elia Kazan                | A Streetcar Named Desire                                             | Endstation Sehnsucht                                  |
| 1952 | Fred Zinnemann            | High Noon                                                            | Zwölf Uhr mittags                                     |
| 1953 | Fred Zinnemann*           | From Here to Eternity                                                | Verdammt in alle Ewigkeit                             |
| 1954 | Elia Kazan*               | On the Waterfront                                                    | Die Faust im Nacken                                   |
| 1955 | David Lean                | Summertime                                                           | Traum meines Lebens                                   |
| 1956 | John Huston               | Moby Dick                                                            | Moby Dick                                             |
| 1957 | David Lean*               | The Bridge on the River Kwai                                         | Die Brücke am Kwai                                    |
| 1958 | Stanley Kramer            | The Defiant Ones                                                     | Flucht in Ketten                                      |
| 1959 | Fred Zinnemann            | The Nun’s Story                                                      | Geschichte einer Nonne                                |
| 1960 | Jack Cardiff              | Sons and Lovers                                                      | Söhne und Liebhaber                                   |
| 1960 | Billy Wilder*             | The Apartment                                                        | Das Appartement                                       |
| 1961 | Robert Rossen             | The Hustler                                                          | Haie der Großstadt                                    |
| 1962 | Preis nicht vergeben      | Preis nicht vergeben                                                 | Preis nicht vergeben                                  |
| 1963 | Tony Richardson*          | Tom Jones                                                            | Tom Jones – Zwischen Bett und Galgen                  |
| 1964 | Stanley Kubrick           | Dr. Strangelove or: How I Learned to Stop Worrying and Love the Bomb | Dr. Seltsam oder: Wie ich lernte, die Bombe zu lieben |
| 1965 | John Schlesinger          | Darling                                                              | Darling                                               |
| 1966 | Fred Zinnemann*           | A Man for All Seasons                                                | Ein Mann zu jeder Jahreszeit                          |
| 1967 | Mike Nichols*             | The Graduate                                                         | Die Reifeprüfung                                      |
| 1968 | Paul Newman               | Rachel, Rachel                                                       | Die Liebe eines Sommers                               |
| 1969 | Costa-Gavras              | Z                                                                    | Z                                                     |
| 1970 | Bob Rafelson              | Five Easy Pieces                                                     | Five Easy Pieces – Ein Mann sucht sich selbst         |
| 1971 | Stanley Kubrick           | A Clockwork Orange                                                   | Uhrwerk Orange                                        |
| 1972 | Ingmar Bergman            | Viskningar och rop                                                   | Schreie und Flüstern                                  |
| 1973 | François Truffaut         | La nuit Américaine                                                   | Die amerikanische Nacht                               |
| 1974 | Federico Fellini          | Amarcord                                                             | Amarcord                                              |
| 1975 | Robert Altman             | Nashville                                                            | Nashville                                             |
| 1976 | Alan J. Pakula            | All the President’s Men                                              | Die Unbestechlichen                                   |
| 1977 | Woody Allen*              | Annie Hall                                                           | Der Stadtneurotiker                                   |
| 1978 | Terrence Malick           | Days of Heaven                                                       | In der Glut des Südens                                |
| 1979 | Woody Allen               | Manhattan                                                            | Manhattan                                             |
| 1980 | Jonathan Demme            | Melvin and Howard                                                    | Melvin und Howard                                     |
| 1981 | Sidney Lumet              | Prince of the City                                                   | Prince of the City                                    |
| 1982 | Sydney Pollack            | Tootsie                                                              | Tootsie                                               |
| 1983 | Ingmar Bergman            | Fanny och Alexander                                                  | Fanny und Alexander                                   |
| 1984 | David Lean                | A Passage to India                                                   | Reise nach Indien                                     |
| 1985 | John Huston               | Prizzi’s Honor                                                       | Die Ehre der Prizzis                                  |
| 1986 | Woody Allen               | Hannah and Her Sisters                                               | Hannah und ihre Schwestern                            |
| 1987 | James L. Brooks           | Broadcast News                                                       | Nachrichtenfieber – Broadcast News                    |
| 1988 | Chris Menges              | A World Apart                                                        | Zwei Welten                                           |
| 1989 | Paul Mazursky             | Enemies: A Love Story                                                | Feinde – Die Geschichte einer Liebe                   |
| 1990 | Martin Scorsese           | Goodfellas                                                           | GoodFellas – Drei Jahrzehnte in der Mafia             |
| 1991 | Jonathan Demme*           | The Silence of the Lambs                                             | Das Schweigen der Lämmer                              |
| 1992 | Robert Altman             | The Player                                                           | The Player                                            |
| 1993 | Jane Campion              | The Piano                                                            | Das Piano                                             |
| 1994 | Quentin Tarantino         | Pulp Fiction                                                         | Pulp Fiction                                          |
| 1995 | Ang Lee                   | Sense & Sensibility                                                  | Sinn und Sinnlichkeit                                 |
| 1996 | Lars von Trier            | Breaking the Waves                                                   | Breaking the Waves                                    |
| 1997 | Curtis Hanson             | L.A. Confidential                                                    | L.A. Confidential                                     |
| 1998 | Terrence Malick           | The Thin Red Line                                                    | Der schmale Grat                                      |
| 1999 | Mike Leigh                | Topsy-Turvy                                                          | Topsy-Turvy – Auf den Kopf gestellt                   |
| 2000 | Steven Soderbergh*        | Traffic*                                                             | Traffic – Macht des Kartells                          |
| 2000 | Steven Soderbergh*        | Erin Brockovich                                                      | Erin Brockovich                                       |
| 2001 | Robert Altman             | Gosford Park                                                         | Gosford Park                                          |
| 2002 | Todd Haynes               | Far from Heaven                                                      | Dem Himmel so fern                                    |
| 2003 | Sofia Coppola             | Lost in Translation                                                  | Lost in Translation                                   |
| 2004 | Clint Eastwood*           | Million Dollar Baby                                                  | Million Dollar Baby                                   |
| 2005 | Ang Lee*                  | Brokeback Mountain                                                   | Brokeback Mountain                                    |
| 2006 | Martin Scorsese*          | The Departed                                                         | Departed – Unter Feinden                              |
| 2007 | Ethan und Joel Coen*      | No Country for Old Men                                               | No Country for Old Men                                |
| 2008 | Mike Leigh                | Happy-Go-Lucky                                                       | Happy-Go-Lucky                                        |
| 2009 | Kathryn Bigelow*          | The Hurt Locker                                                      | Tödliches Kommando – The Hurt Locker                  |
| 2010 | David Fincher             | The Social Network                                                   | The Social Network                                    |
| 2011 | Michel Hazanavicius*      | The Artist                                                           | The Artist                                            |
| 2012 | Kathryn Bigelow           | Zero Dark Thirty                                                     | Zero Dark Thirty                                      |
| 2013 | Steve McQueen             | 12 Years a Slave                                                     | 12 Years a Slave                                      |
| 2014 | Richard Linklater         | Boyhood                                                              | Boyhood                                               |
| 2015 | Todd Haynes               | Carol                                                                | Carol                                                 |
| 2016 | Barry Jenkins             | Moonlight                                                            | Moonlight                                             |
| 2017 | Sean Baker                | The Florida Project                                                  | The Florida Project                                   |
| 2018 | Alfonso Cuarón*           | Roma                                                                 | Roma                                                  |
| 2019 | Benny Safdie, Josh Safdie | Uncut Gems                                                           | Der schwarze Diamant                                  |
| 2020 | Chloé Zhao*               | Nomadland                                                            | Nomadland                                             |
| 2021 | Jane Campion*             | The Power of the Dog                                                 | The Power of the Dog                                  |
| 2022 | S. S. Rajamouli           | RRR                                                                  | RRR                                                   |
| 2023 | Christopher Nolan         | Oppenheimer                                                          | Oppenheimer                                           |

* = Regisseure, die für ihren Film später den Oscar als Bester Regisseur des Jahres gewannen